# George Eyston
Kapitan George Edward Thomas Eyston (ur. 28 czerwca 1897 roku w Bampton, zm. 11 czerwca 1979 roku w Lambeth) – brytyjski kierowca wyścigowy, inżynier i wynalazca. Żołnierz Royal Field Artillery w czasie I wojny światowej. Nagrodzony orderem Military Cross oraz Orderem Imperium Brytyjskiego.

## Edukacja
Studia odbywane w Trinity College na Uniwersytecie Cambridge zostały przerwane powołaniem do wojska podczas I wojny światowej. Eyston podjął je ponownie w roku 1919 i ukończył w roku 1921 zdobywając tytuł inżyniera .

## Kariera wyścigowa
Eyston rozpoczął karierę w wyścigach samochodowych w 1923 roku w samochodzie Aston Martin. W późniejszych latach korzystał także z samochodów Bugatti oraz MG. W latach 1928-1929 Brytyjczyk pojawiał się w stawce 24-godzinnego wyścigu Le Mans. W pierwszym starcie nie dojechał do mety. W drugim wyścigu uplasował się na trzeciej pozycji w klasie 8, a w klasyfikacji generalnej był ósmy. W 1931 roku uplasował się na czwartej pozycji w Grand Prix Francji, zaliczanym do klasyfikacji Mistrzostw Europy AIACR. Z dorobkiem dwudziestu punktów uplasował się na 25 pozycji w klasyfikacji generalnej. Rok później stanął na drugim stopniu podium w brytyjskim wyścigu British Empire Trophy. W tym samym wyścigu odniósł zwycięstwo w 1934 roku.
W latach 30. Brytyjczyk wielokrotnie poprawiał rekordy prędkości. W 1937 i 1938 roku poprawiał rekord świata w 73-litrowym samochodzie Thunderbolt.